# 27 ноября
27 ноября — 331-й день года (332-й в високосные годы) по григорианскому календарю.
До конца года остаётся 34 дня.
До 15 октября 1582 года — 27 ноября по юлианскому календарю, с 15 октября 1582 года — 27 ноября по григорианскому календарю.
В XX и XXI веках соответствует 14 ноября по юлианскому календарю.

## Праздники и памятные дни

### Профессиональные
- Россия — День морской пехоты.

### Религиозные
Католицизм
 — Память преподобной Бильхильды Альтмюнстерской, игуменьи (около 734 года);
 — память святителя Виргилия, епископа Зальцбургского (784 год);
 — память святого Гумилия из Бизиньяно (1637 год).
 Православие
 — Память апостола Филиппа (I век);
 — память правоверного царя Иустиниана (565 год) и царицы Феодоры (548 год);
 — память святителя Григория Паламы, архиепископа Фессалоникийского (1359 год);
 — память преподобного Филиппа Ирапского (1527 год);
 — память священномучеников Димитрия Беневоленского, Александра Быкова, Виктора Ильинского, Алексия Нечаева, Михаила Белюстина, Михаила Некрасова, Феодора Баккалинского, Петра Титова, Алексия Никологорского, Сергия Знаменского, Николая Дунаева, Василия Лихарёва, Александра Покровского, Николая Виноградова, Димитрия Лебедева, Порфирия Колосовского, Василия Никольского, Георгия Извекова, Василия Розанова, Сергия Спасского, Александра Чекалова, Сергия Руфицкого, пресвитеров, Николая Богородского, диакона, преподобномученика Аристарха (Заглодина-Кокорева), мученика Гавриила Безфамильного, Димитрия Рудакова и мученицы Анны Зерцаловой (1937 год);
 — память священномученика Феодора Грудакова, пресвитера (1940 год);
 — память священномученика Сергия Константинова, пресвитера (1941 год).

### Именины
- Православные[источник не указан 4614 дней]: Григорий, Сергей, Филипп.

## События

### До XIX века
- 1001 — битва за Пешавар.
- 1095 — Папа римский Урбан II на Клермонском соборе провозглашает Первый крестовый поход.
- 1671 — окончание Восстания Степана Разина: правительственные войска овладели столицей повстанцев — Астраханью.
- 1705 — царь Пётр I подписал Указ о создании морской пехоты Московского царства.
- 1730 — Сенат России издал указ «О сделании для освещения в зимнее время в Москве стеклянных фонарей»[4].

### XIX век
- 1812 — сражение на Березине.
- 1838 — битва при Сан-Хуан-де-Улуа в ходе Кондитерской войны между Мексикой и Францией.
- 1868 — бойня южных шайеннов Чёрного Котла при Уошите.
- 1895 — Альфред Нобель подписал своё завещание, по которому бо́льшая часть его состояния поступала в фонд Нобелевской премии.

### XX век
- 1906 — основана итальянская автомобилестроительная компания Lancia.
- 1914 — создана крупнейшая еврейская благотворительная организация Джойнт.
- 1918 — основана Национальная академия наук Украины.
- 1919 — заключён Нёйиский мирный договор, значительно сокративший границы Болгарии.
- 1920 — началось Слуцкое восстание в защиту независимости Белорусской народной республики.
- 1922 — в РСФСР поступили в обращение новые купюры — достоинством в 1, 3, 5, 10 и 25 червонцев.
- 1940
  - Вторая мировая война: бой у мыса Спартивенто между флотами Италии и Великобритании.
  - В Румынии Железная гвардия убила более 60 человек в жилавской тюрьме.
- 1942 — Вторая мировая война: затопление французского флота в Тулоне.
- 1945 — создана международная гуманитарная организация CARE.
- 1954 — Элджер Хисс вышел из тюрьмы, где пробыл 44 месяца за лжесвидетельство.
- 1962 — катастрофа Boeing 707 под Лимой, 97 погибших.
- 1970 — катастрофа DC-8 в Анкоридже, погибли 47 человек.
- 1978 — основана Рабочая партия Курдистана.
- 1980 — стартовал пилотируемый космический аппарат «Союз Т-3»; экипаж — Леонид Кизим, Олег Макаров, Геннадий Стрекалов, при этом Макаров первым из советских космонавтов совершает четвёртый космический полёт.
- 1983 — катастрофа Boeing 747 под Мадридом, погиб 181 человек.
- 1989 — взрыв Boeing 727 над Боготой, погибли 110 человек. Теракт был организован по указанию наркобарона Пабло Эскобара.
- 1992 — создана Высшая школа экономики.

### XXI век
- 2008 — Airbus A320, принадлежавший новозеландской авиакомпании Air New Zealand, с семью членами экипажа на борту разбился недалеко от побережья Франции.
- 2009 — крушение поезда «Невский экспресс».
- 2015 — стрельба в Колорадо-Спрингс.
- 2020 — в Тегеране в результате покушения убит иранский физик и офицер КСИР Мохсен Фахризаде.

## Родились

### До XIX века
- 1127 — Сяо-цзун (ум. 1194), китайский император эпохи Южная Сун (1162—1189).
- 1380 — Фердинанд I Справедливый (ум. 1416), король Арагона (1412—1416).
- 1630 — Сигизмунд Франц Австрийский (ум. 1665), немецкий принц из дома Габсбургов, граф Тироля (1662—1665).
- 1640 — Барбара Вильерс (ум. 1709), фаворитка английского короля Карла II.
- 1701 — Андерс Цельсий (ум. 1744), шведский астроном, геолог и метеоролог.
- 1746 — Роберт Ливингстон (ум. 1813), американский юрист, политик, дипломат, один из Отцов-основателей США.
- 1754 — Георг Форстер (ум. 1794), немецкий писатель, этнограф, политик и путешественник.
- 1759 — Франтишек Крамарж (ум. 1831), чешский скрипач и дирижёр.
- 1782 — Андрей Кайсаров (ум. 1813), русский публицист, филолог, поэт.

### XIX век
- 1801 — Александр Варламов (ум. 1848), русский композитор, автор романсов.
- 1822 — Хосе Сельгас (ум. 1882), испанский поэт, прозаик и журналист.
- 1823 — Григорий Сорока (ум. 1864), русский крепостной живописец.
- 1840 — Алексей Апухтин (ум. 1893), русский поэт.
- 1842 — Николай Михайловский (ум. 1904), русский публицист, социолог, литературный критик, теоретик народничества.
- 1850 — Елена Поленова (ум. 1898), русская художница, дочь Д. В. Поленова.
- 1867 — Иван Жолтовский (ум. 1959), русский советский архитектор, художник, просветитель.
- 1874 — Хаим Вейцман (ум. 1952), первый президент Израиля (1949—1952), президент Всемирной Сионистской Организации.
- 1892 — князь Олег Константинович Романов (ум. 1914), правнук российского императора Николая I.
- 1894 — Коносукэ Мацусита (ум. 1989), японский бизнесмен, основатель фирмы Matsushita Electric, ныне известной как Panasonic.
- 1899
  - Вальтер Хаге (ум. 1992), немецкий ботаник и растениевод, автор книг по кактусам и суккулентам.
  - Владимир Яхонтов (покончил с собой в 1945), русский советский артист эстрады, актёр, мастер художественного слова.

### XX век
- 1903 — Ларс Онсагер (ум. 1976), норвежско-американский физхимик, лауреат Нобелевской премии по химии (1968).
- 1907
  - Хариванш Рай Баччан (ум. 2003), индийский писатель.
  - Л. Спрэг де Камп (ум. 2000), американский писатель-фантаст, один из основоположников жанра фэнтези.
- 1909 — Анатолий Мальцев (ум. 1967), советский математик, академик АН СССР.
- 1918 — Борис Патон (ум. 2020), советский и украинский учёный-металлург, академик, президент АН Украины, первый Герой Украины.
- 1921 — Александр Дубчек (ум. 1992), первый секретарь ЦК Компартии Чехословакии (1968—1969).
- 1926 — Лаймонас Норейка (ум. 2007), литовский актёр театра и кино, чтец.
- 1930 — Владимир Максимов (наст. имя Лев Самсонов; ум. 1995), русский писатель, поэт, публицист.
- 1932
  - Бенигно Акино-мл. (убит 1983), филиппинский политик.
  - Станислав Куняев, советский и российский публицист, переводчик, литературный критик.
- 1939
  - Лоран-Дезире Кабила (убит 2001), президент ДР Конго (1997—2001).
  - Галина Польских, актриса театра и кино, народная артистка РСФСР.
- 1940
  - Глеб Дроздов (ум. 2000), театральный режиссёр, народный артист РСФСР.
  - Брюс Ли (ум. 1973), гонконгский и американский киноактёр, режиссёр, сценарист, продюсер, мастер восточных единоборств.
- 1942
  - Генри Карр (ум. 2015), американский легкоатлет, двукратный чемпион летних Олимпийских игр (1964).
  - Джими Хендрикс (при рожд. Джонни Аллен Хендрикс; ум. 1970), американский рок-певец, гитарист-виртуоз, композитор.
- 1945 — Виктор Коклюшкин (ум. 2021), советский и российский писатель-сатирик, телеведущий.
- 1947 — Григорий Остер, российский писатель, сценарист, драматург, телеведущий.
- 1951
  - Кэтрин Бигелоу, американский кинорежиссёр и продюсер, лауреат премии «Оскар» («Повелитель бури»).
  - Дражен Далипагич (ум. 2025, югославский сербский профессиональный баскетболист и тренер. Олимпийский чемпион (1980), чемпион мира (1978) и Европы (1973, 1975, 1977) по баскетболу. Член Зала славы баскетбола (2004).
- 1953 — Борис Гребенщиков, советский и российский поэт и музыкант, лидер рок-группы «Аквариум».
- 1954 — Кимми Робертсон, американская актриса кино, телевидения и озвучивания.
- 1960 — Юлия Тимошенко, украинский политик, бывший премьер-министр Украины (2005 и 2007—2010).
- 1961 — Екатерина Андреева, российская телеведущая.
- 1962
  - Майк Бордин, американский рок-музыкант, барабанщик Faith No More.
  - Дейви Бой Смит (ум. 2002), американский рестлер.
- 1963
  - Наталья Бузько, украинская актриса, участница комик-труппы «Маски», заслуженная артистка Украины.
  - Владимир Машков, советский и российский актёр и режиссёр театра и кино, сценарист, кинопродюсер, народный артист РФ.
  - Роланд Нильссон, шведский футболист и тренер.
- 1964
  - Робин Гивенс, американская актриса, писательница и бывшая модель.
  - Роберто Манчини, итальянский футболист и тренер.
- 1969 — Наталия Мильян, испанская актриса театра и кино, певица и балерина.
- 1970 — Брук Лэнгтон, американская актриса.
- 1971
  - Альберт Демченко, российский спортсмен-саночник, трёхкратный призёр Олимпийских игр.
  - Ник Ван Эксель, американский баскетболист.
- 1972 — Анна Дубровская, российская актриса.
- 1973 — Саманта Харрис, американская телеведущая, журналистка, актриса и фотомодель.
- 1975 — Метте Вестергор, датская гандболистка, двукратная олимпийская чемпионка.
- 1976 — Чед Килгер, канадский хоккеист.
- 1978 — Радек Штепанек, чешский теннисист, экс-восьмая ракетка мира, двукратный обладатель Кубка Дэвиса.
- 1979
  - Виктория Боня, российская теле- и радиоведущая, актриса.
  - Тему Тайнио, финский футболист.
  - Хилари Хан, американская скрипачка, трёхкратная обладательница премии «Грэмми».
- 1981
  - Бруну Алвеш, португальский футболист, чемпион Европы (2016).
  - Райан Джиммо (убит 2016), канадский боец смешанного стиля.
- 1982 — Александр Кержаков, российский футболист и тренер.
- 1983 — Professor Green (наст. имя Стивен Пол Мэндерсон), английский рэпер.
- 1985 — Элисон Пилл, канадская актриса театра, телевидения и кино.
- 1993 — Обри Пиплз, американская актриса и певица.
- 1997 — Саша Спилберг, российский видеоблогер, актриса, певица и модель.

## Скончались

### До XIX века
- 8 до н. э. — Квинт Гораций Флакк (р. 65 до н. э.), поэт «золотого века» римской литературы.
- 511 — Хлодвиг I (р. ок. 466), король франков (481—511), основатель Франкского государства.
- 1252 — Бланка Кастильская (р. 1188), принцесса Кастильская, супруга короля Франции Людовика VIII.
- 1570 — Якопо Сансовино (р. 1486), флорентийский скульптор и архитектор.
- 1654 — Питер Мёленер (р. 1602), фламандский художник-баталист.
- 1680 — Афанасий Кирхер (р. 1602), немецкий естествоиспытатель и изобретатель.
- 1754 — Абрахам де Муавр (р. 1667), французский математик.

### До XX века
- 1836 — Карл Верне (р. 1758), французский карикатурист, баталист, художник-историограф Наполеоновской армии.
- 1852 — Ада Лавлейс (р. 1815), графиня, дочь поэта Дж. Байрона, английский математик.
- 1860 — Людвиг Рельштаб (р. 1799), немецкий литератор, сатирик, драматург, музыкальный критик.
- 1863 — Иван Давыдов (р. 1794), русский филолог и философ, академик Петербургской академии наук.
- 1875 — Эжен Шнайдер (р. 1805), французский промышленник, построивший первый паровой локомотив и речной пароход.
- 1876 — Николай Рыбаков (р. 1811), актёр, реформатор русской провинциальной сцены.
- 1884 — Иван Кулжинский (р. 1803), украинский педагог, писатель, историк.
- 1893 — Дмитрий Смышляев (р. 1828), российский земский деятель, краевед и историк Пермского края.
- 1895 — Александр Дюма (сын) (р. 1824), французский писатель и драматург.
- 1899 — Гвидо Гезелле (р. 1830), фламандский поэт и филолог.

### XX век
- 1901 — Клемент Студебекер (р. 1831), американский промышленник, основатель знаменитой семейной фирмы.
- 1915 — Сигизмунд Заремба (р. 1861), российский композитор, пианист, общественный деятель.
- 1916 — Эмиль Верхарн (р. 1855), бельгийский поэт, драматург и литературный критик, адвокат.
- 1925
  - Роже де ла Френе (р. 1885), французский художник, представитель кубизма в живописи.
  - Магнус Энкель (р. 1870), финский художник.
- 1931 — Дэвид Брюс (р. 1855), английский бактериолог, паразитолог и эпидемиолог, член Лондонского королевского общества.
- 1934 — Митрофан Греков (р. 1882), русский советский художник-баталист.
- 1936 — Бэзил Захарофф (р. 1849), греко-русский бизнесмен, финансист и торговец оружием.
- 1937 — Егише Чаренц (р. 1897), армянский поэт, прозаик и переводчик, классик армянской литературы.
- 1941 — погиб Михаил Гурьянов (р. 1903), один из первых советских партизан — Героев Советского Союза.
- 1944
  - Теодор Буйницкий (р. 1907), польский поэт, сатирик и журналист.
  - Леонид Мандельштам (р. 1879), советский физик, академик.
- 1953 — Юджин О’Нил (р. 1888), американский драматург, лауреат Нобелевской премии (1936).
- 1955 — Артюр Онеггер (р. 1892), швейцарско-французский композитор и музыкальный критик.
- 1972 — Ярослав Смеляков (р. 1913), русский советский поэт, переводчик, критик.
- 1981 — убит Юрий Каморный (р. 1944), советский актёр театра и кино.
- 1983 — Семён Игнатьев (р. 1904), советский партийный и государственный деятель.
- 1985
  - Фернан Бродель (р. 1902), французский историк.
  - Андре Юнебель (р. 1896), французский кинорежиссёр приключенческого и комедийного кино.
- 1992 — Иван Генералич (р. 1914), хорватский художник-примитивист.
- 1994 — Руфина Нифонтова (р. 1931), актриса театра и кино, народная артистка СССР.
- 1997 — Юлий Хмельницкий (р. 1904), театральный актёр, режиссёр театра и кино, народный артист РСФСР.
- 1998 — погиб Андрей Сергеев (р. 1933), русский поэт, прозаик, переводчик.

### XXI век
- 2007 — Наталья Дурова (р. 1934), дрессировщица, народная артистка СССР.
- 2013 — Нилтон Сантос (р. 1925), бразильский футболист, двукратный чемпион мира.
- 2014
  - Филлис Дороти Джеймс (р. 1920), английская писательница, автор детективов.
  - Станислав Микульский (р. 1929), польский актёр театра и кино.
- 2020 — Мохсен Фахризаде (р. 1958), иранский физик, офицер КСИР, руководитель проекта «Амад».
- 2023
  - Мэри Луиз Клив (р. 1947), астронавт-инженер НАСА. Совершила два космических полёта на шаттле «Атлантис»: STS-61B (1985) и STS-30 (1989).
  - Фрэнсис Стернхаген (р. 1930), американская актриса.
  - Павел Хюлле (р. 1957), польский писатель, журналист, сценарист.

## Приметы
Куделица. Филипповки. Заговенье на Рождественский пост.
- Иней на деревьях к хорошему урожаю на овёс.
- Конец свадебным неделям, наступает Куделица — первая неделя прядения в Филиппов пост.
- Женщины по вечерам и ночью при лучине чесали, дёргали, сучили, наматывали пряжу.
- В старину говорили: «Не напрядёшь зимою, нечего будет ткать летом»; «У нерадивой пряхи и про себя нет рубахи»; «Соха кормит, веретено одевает»[5][неавторитетный источник].